# Баграт VII
Баграт VII (Баграт-хан; 1569–1619) — цар Картлі (1615–1619). Син Давида XI (Дауд-хана) та Елени, «родички царя Кахеті Олександра II», мусульманин з іранським вихованням.

## Життєпис
1616 року шах Аббас I надав йому титул хана та призначив правителем Картлі. Не маючи управлінських даних, фактично керував лише південною частиною Картлі. В основному жив у місті Болнісі, де й помер. Йому спадкував його син Симон II.

## Родина
Був одружений з Анною, дочкою царя Кахеті Олександра II. Від шлюбу народились:
- Симон, цар;
- Пахріджан-Бегум, царівна, була в шлюбі з шахом Ірану Аббасом I.